# Nedsippringsteorin
Nedsippringsteorin  avser antagandet att skattesänkningar eller andra ekonomiska fördelar för företag och höginkomsttagare indirekt bidrar till att förbättra de ekonomiska förhållandena för befolkningen generellt. Begreppet förekommer främst i USA och kommer ursprungligen därifrån.

## Etymologi
Termen har tillskrivits den amerikanske humoristen Will Rogers som under den stora depressionen sade att "pengar beviljades till eliten i förhoppningen om att det skulle sippra ned till de behövande". Dock förekom termen så tidigt som 1896 i ett tal av den demokratiske presidentkandidaten William Jennings Bryan.
Idag kännetecknar begreppet rent generellt laissez-faire liberalism och ibland även den ekonomiska politiken från 80-talets USA, kallad reaganomics. På engelska kallas teorin för trickle-down economics.

## Teori
Grundantagandet i nedsippringsteorin förklaras av den nyliberale nationalekonomen George Reisman som att framsteg i samhället endast kan komma alla till nytta om sparande och investeringar ökar, vilket i sin tur förutsätter att större förmögenheter kan ackumuleras. Omfördelning förkastade Reisman som "plundring" av andras förmögenheter. Istället för att, som keynesianismen förespråkar, stimulera efterfrågan i en ekonomi genom att öka köpkraften hos konsumenterna bör man stimulera utbudet genom att öka kapitalet hos de tilltänkta produktionskrafterna. Tankegången grundas i den liberala samhällsekonomi som förespråkades av Adam Smith i Nationernas välstånd.

### Kritik

I USA gick före 1982 det mesta av den genomsnittliga inkomsttillväxten till de fattigaste 90% (blå), men i stället för att "sippra ner" gynnas de 10% rikaste (röd). Grafen har producerats som ett led i kritiken mot teorin.

Idén om att det som gynnar de förmögna i samhället skulle vara till fördel för lägre samhällsklasser har kritiserats främst för att bortse ifrån att stora förmögenheter tenderar att inte spenderas, utan istället läggas undan och sparas som kapital. Kapital som inte investeras i hemlandet innebär dessutom en direkt ekonomisk förlust för hemlandet. I vissa fall flyttas kapitalet i stället till skatteparadis.